# Portugáliai Izabella kasztíliai királyné
Izabella kasztíliai királyné (1428. – Arévalo, 1496. augusztus 15.) I. Izabella kasztíliai királynő édesanyja és II. Johanna kasztíliai királynő nagyanyja. Az Avis-ház tagja, amely 1385 óta uralta Portugáliát. Apja János herceg volt, I. János portugál király egyik fia, anyja pedig Bragança Izabella portugál királyi hercegnő. Szülei unokatestvérek voltak.

## Élete
1447. augusztus 17-én a hercegnő feleségül ment II. János kasztíliai királyhoz. Izabella mindössze 19, míg férje 42 éves volt akkoriban, de ő már a második felesége volt a királynak. Aragóniai Mária (1396–1445) korábban négy gyermeket szült Jánosnak, köztük az egyetlen fiút, Henriket (1425–1474).
Jánosnak és Izabellának két gyermeke született, Izabella 1451-ben, Alfonz 1453-ban. Nyolc hónappal Alfonz születése után, 1454. július 22-én azonban János király elhunyt, így az özvegy királyné és két kisgyermekének helyzete rendkívül bizonytalanná vált. Atyja halála után IV. Henrik örökölte a trónt, és házi őrizet alá helyezte mostohaanyját és két féltestvérét.
Tovább bonyolította a zűrzavaros hatalmi viszonyokat, hogy Henrik második felesége, Portugáliai Johanna 1461-ben várandós lett, és világrahozta leányukat, Johannát (1462–1530), Asztúria hercegnőjét, aki egyben Kasztília trónjának várományosa is lett, mivel nem született fiútestvére. Johanna trónigényét azonban sokan megkérdőjelezték, mivel egyesek szerint nem is Henrik király volt az édesapja, hanem a király kegyence, Beltrán de La Cueva (1443–1492). Végül Henrik 1468-ban Los Toros de Guisandóban (Alfonz halála után) egy szerződésben megállapodott féltestvérével, Izabellával, hogy ő lesz a trónörökös, nem pedig Johanna.
Portugáliai Izabellát élete utolsó éveiben furcsa és irreális látomások gyötörték, halott emberek szellemeit vélte látni maga körül. Lánya a gyermekévei alatt talán csak egyszer-kétszer látogatta meg édesanyját, de 1496-ban, amikor Izabella infásnő már 22 éve volt Kasztília és León királynője, meglátogatta anyját annak halálos ágyánál, az özvegy királyné azonban már a saját lányát sem ismerte fel.
A tragikus sorsú királyné 1496. augusztus 15-én halt meg Arévalo kastélyában, ahol férje halála óta fogva tartotta őt mostohafia, Henrik. A burgosi Miraflores monostorban temették el, férje és fia mellé.